# Conjectura

La part real (vermella) i la part imaginària (blava) de la funció zeta de Riemann al llarg de la línia crítica Re (s) = 1/2. Els primers zeros no trivials es poden veure a Im (s) = ± 14.135, ± 21.022 i ± 25.011. La hipòtesi de Riemann, una famosa conjectura, diu que tots els zeros no trivials de la funció zeta es troben al llarg de la línia crítica.

Una conjectura és, en matemàtiques, un enunciat per al qual hi ha bones intuïcions que fan pensar que és veritat, però que encara no ha estat demostrat ni refutat. Quan s'ha demostrat una conjectura rep el nom de teorema i es pot utilitza com a tal per construir altres demostracions formals. Algunes conjectures, com la hipòtesi de Riemann (encara avui en dia una conjectura) o el darrer teorema de Fermat (que va ser una conjectura fins que Andrew Wiles la va demostrar l'any 1995), han donat forma a gran part de la història de les matemàtiques, en tant que noves àrees de les matemàtiques es desenvolupen amb l'objectiu de demostrar conjectures.

## Conjectures en matemàtiques
Fins que es demostrà el 1995, la més famosa de totes les conjectures era el (llavors mal anomenat) últim teorema de Fermat. En el procés de prova es demostrà també un cas del teorema de Taniyama-Shimura. Una altra conjectura coneguda que Grigori Perelman demostrà el 2003 és la conjectura de Poincaré. Altres conjectures especialment famoses són:
- No existeixen nombres perfectes senars.
- La conjectura de Goldbach.
- La conjectura dels primers bessons.
- La conjectura de Collatz.
- La hipòtesi de Riemann.
- P ≠ NP.
- La conjectura abc.
- La conjectura de Poincaré (demostrada per Grigori Perelman)

### Darrer teorema de Fermat
En teoria de nombres, el darrer teorema de Fermat (de vegades anomenat conjectura de Fermat, especialment en textos més antics) estableix que no hi ha tres nombres enters positius {\displaystyle a}, {\displaystyle b}, i {\displaystyle c} que puguin satisfer l'equació {\displaystyle a^{n}+b^{n}=c^{n}} per a qualsevol nombre enter de {\displaystyle n} superior a dos.
Aquest teorema va ser conjecturat per perimer cop per Pierre de Fermat l'any 1637 en el marge d'una còpia d'Arithmetica, on va afirmar que tenia una demostració que era massa gran per cabre en el marge. La primera demostració exitosa va ser proposada l'any 1994 per Andrew Wiles, i publicada formalment l'any 1995, després de 358 anys d'esforç per part dels matemàtics. El problema no resolt va estimular el desenvolupament de la teoria algebraica de nombres en el segle XIX i la demostració del teorema de la modularitat en el segle XX. Es tracta d'un dels teoremes més notables de la història de les matemàtiques, i abans de la seva demostració estava en el llibre Guinness World Records com un dels  "problemes matemàtics més difícils".

### Teorema dels quatre colors

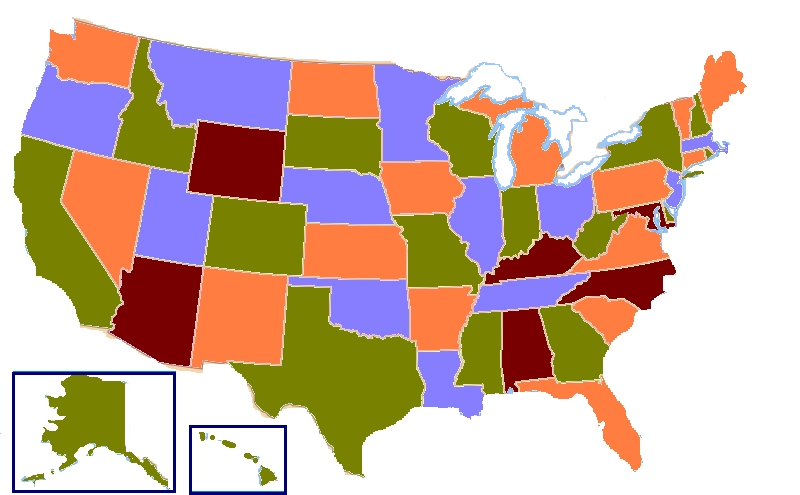
Un mapa de quatre colors dels estats dels Estats Units (ignorant els llacs).

En matemàtiques, el teorema dels quatre colors, o el teorema del mapa de quatre colors, estableix que donada qualsevol separació d'un pla en regions contigües, per produir una figura anomenada mapa, no calen més de quatre colors per pintar les regions del mapa, de tal manera que no hi hagi dues regions adjacents que tinguin el mateix color. Dues regions són adjacents si comparteixen un límit comú que no sigui un vèrtex, entenent vèrtex com el punt compartit per 3 o més regions. Per exemple, en el mapa dels Estats Units d'Amèrica, Utah i Arizona són adjacents, però Utah i Nou Mèxic, que només comparteixen un punt que també pertany a Arizona i Colorado, no ho són.
El matemàtic alemany Möbius va mencionar el problema en les seves conferències de 1840. La conjectura va ser proposada per primer cop el 23 d'octubre de 1852 quan Francis Guthrie, tot intentant pintar el mapa de les regions d'Anglaterra, va observar que només eren necesaris quatre colors diferents. El teorema dels cinc colors, que té una breu demostració elemental, estableix que cinc colors són suficients per pintar un mapa i va ser demostrada a finals del segle XIX; no obstant això, demostrar que quatre colors són suficients va resultar ser significativament més difícil. Han aparegut diverses demostracions no vàlides i contraexemples falsos des de la primera declaració de la conjectura dels quatre colors l'any 1852.
El teorema dels quatre colors va ser finalment demostrat l'any 1976 per Kenneth Appel i Wolfgang Haken. Va ser el primer teorema important que es va demostrar utilitzant un ordinador. L'enfocament d'Appel i Haken va començar mostrant que hi ha un conjunt particular de 1936 mapes, cadascun dels quals no pot ser part d'un contraexemple de menor mida per al teorema dels quatre colors (és a dir, si apareguessin, es podria crear un contraexemple més petit). Appel i Haken van utilitzar un programa informàtic ad hoc per confirmar que cada un d'aquests mapes tenia aquesta propietat. A més, qualsevol mapa que pugui ser un contraexemple ha de tenir una part que s'assembli a un d'aquests 1936 mapes. Mostrant això amb centenars de pàgines d'anàlisis a mà, Appe i Haken van concloure que no existeix un contraexemple més petit perquè hauria de contenir un d'aquests 1936 mapes, que són colorejables en 4 colors. Aquesta contradicció implica que no hi ha contraexemples en absolut i que, per tant, el teorema és verdader. Inicialment, no era factible que la demostració assistida per ordinador fos verificada per un humà a mà. No obstant això, la demostració ha guanyat des de llavors una acceptació més àmplia, tot i que encara hi ha qui dubta.

### Hauptvermutung
L'Hauptvermutung (paraula de l'alemany que significa conjectura principal) en topologia geomètrica és la conjectura que dues triangulacions qualssevol d'un espai triangulable tenen un refinament comú, una única triangulació que és una subdivisió de totes dues. Va ser formulada originalment l'any 1908, per Steinitz i Tietze.
Avui en dia se sap que aquesta conjectura és falsa. La versió en no-varietats va ser refutada per John Milnor l'any 1961 utilitzant la torsió de Reidemeister.
La versió en varietats és verta en dimensions m ≤ 3. Els casos m = 2 and 3 van ser demostrats per Tibor Radó i Edwin E. Moise in the 1920s and 1950s, respectively.

### Conjectures de Weil
En matemàtiques, les conjectures de Weil van ser propostes d'André Weil (1949) sobre la funció generatriu (conegudes com les funcions zeta local) que van tenir molta influència i que són derivades de comptar el nombre de punts en varietats algebraiques sobre cossos finits.
Una varietat V sobre un cos finit amb q elements té un nombre finit de punts racionals, i igualment també el nombre de punts sobre tot cos finit amb qk elements que contenen el cos també és finit. La funció generatriu té coeficients derivats dels nombres Nk de punts sobre el cos (essencialment únic) amb qk elements.
Weil va conjecturar que tals funcions-zeta han de ser funcions racionals, és a dir, han de satisfer una espècie d'equació funcional, i han de tenir els zeros en zones restringides. Les dues últimes parts van ser modelades a consciència en la funció zeta de Riemann i en la hipòtesi de Riemann. La racionalitat va ser demostrada per Dwork (1960), l'equació funcional per Grothendieck (1965), i l'anàleg a la hipòtesi de Riemann va ser demostrat per Deligne (1974).

### Conjectura de Poincaré
En matemàtiques, la conjectura de Poincaré és un teorema sobre la caracterització de la 3-esfera, que és l'hiperesfera que fita la bola unitària en l'espai quadridimensional. La conjectura afirma que: 
| « | Tota 3-varietat simplement connexa i tancada és homeomòrfica a la 3-esfera. | » |

 Una forma equivalent de la conjectura implica una forma més àmplica d'equivalència que els homemorfismes anomenada equivalència homotòpica: si una 3-varietat és homotòpicament equivalent a la 3-esfera, llavors n'és necessàriament homeomòrfica.
Conjecturat originalment per Henri Poincaré l'any 1904, el teorema fa referència a un espai que localment s'assembla a l'espai tridimensional ordinari però que és connex, finit en mida, i no té cap frontera (una 3-varietat tancada). La conjectura de Poincaré afirma que si tal espai té la propietat addicional que tot camí tancat en l'espai pot ser contínuament deformat a un punt, llavors és necessàriament una esfera tridimensional. També va ser popular un resultat anàleg en dimensions superiors (la conjectura generalitzada de Poincaré) durant un temps.
Després de gairebé un segle d'esforços dels matemàtics, Grigori Perelman va presentar una demostració de la conjectura en tres articles que van sortir a la llum l'any 2002 i el 2003 a arXiv. La demostració va seguir el programa de Richard S. Hamilton en utilizar el flux de Ricci per intentar resoldre el problema. Hamilton va introduir més tard una modificació al flux de Ricci estàndard, anomenat flux de Ricci amb cirurgia, per extirpar sistemàticament les regions singulars a mesura que es desenvolupaven, d’una manera controlada, però no va aconseguir demostrar que aquest mètode “convergís” en tres dimensions.  Perelman va completar aquesta porció de la demostració. Diversos equips de matemàtics han confirmat que la demostració de Perelman és correcta.
La conjectura de Poincaré, abans de ser demostrada, era un dels problemes oberts més importants en topologia.

### Hipòtesi de Riemann
En matemàtiques, la hipòtesi de Riemann, proposada per Bernhard Riemann (1859), és una conjectura que afirma que els zeros no trivials de la funció zeta de Riemann tenen tots part real d'1/2. El nom també s'utilitza per fer referència a anàlegs estretatement relacionats, com ara la hipòtesi de Riemann per a corbes sobre cossos finits.
La hipòtesi de Riemann té implicacions sobre la distribució dels nombres primers. Juntament amb certes generalitzacions, alguns matemàtics la consideren el problema no resolt més important en matemàtica pura. La hipòtesi de Riemann, juntament amb la conjectura de Goldbach, és part del vuitè vuitè problema de Hilbert en la llista de David Hilbert; també forma part dels coneguts problemes del mil·lenni del Clay Mathematics Institute.

### Problema P versus NP
El problema P versus NP és un dels principals problemes no resolts en informàtica. Informalment, planteja si tot problema la solució del qual pot ser verificada amb un ordinador també es pot resoldre ràpidament amb un ordinador; es considera àmplicament que la resposta és que no. Essencialment, va ser mencionat per primer cop en una carta de 1956 escrita per Kurt Gödel dirigida a John von Neumann. Gödel es preguntava si un cert problema-NP es podia resoldre en un temps lineal o quadràtic. L'afirmació específica del problema P=NP va ser introduïda l'any 1971 per Stephen Cook en el seu article seminari "The complexity of theorem proving procedures" (La complexitat de procediments de demostació de teoremes) i molts el consideren el problema obert més important del camp. És un dels set problemes del mil·lenni seleccionats pel Clay Mathematics Institute i que premia amb un milió de dòlars el primer que en derivi una solució correcta.

### Obra citada
- Deligne, Pierre (1974), "La conjecture de Weil. I", Publications Mathématiques de l'IHÉS 43 (43):  273–307, ISSN 1618-1913, doi:10.1007/BF02684373, <http://www.numdam.org/item?id=PMIHES_1974__43__273_0>
- Dwork, Bernard (1960), "On the rationality of the zeta function of an algebraic variety", American Journal of Mathematics (American Journal of Mathematics, Vol. 82, No. 3) 82 (3):  631–648, ISSN 0002-9327, DOI 10.2307/2372974
- Grothendieck, Alexander (1995), "Formule de Lefschetz et rationalité des fonctions L", Séminaire Bourbaki, vol. 9, Paris: Société Mathématique de France, pàg. 41–55, <http://www.numdam.org/item?id=SB_1964-1966__9__41_0>